# Bustadtjärnen (Åre socken, Jämtland, 704689-133402)
Bustadtjärnen är en sjö i Åre kommun i Jämtland och ingår i Indalsälvens huvudavrinningsområde.